# Tabanus bilateralis
Tabanus bilateralis är en tvåvingeart som beskrevs av Schuurmans Stekhoven 1926. Tabanus bilateralis ingår i släktet Tabanus och familjen bromsar. Inga underarter finns listade i Catalogue of Life.